# Mark Shostrom
Mark Shostrom (nacido el 13 de mayo de 1956) es un artista de efectos especiales de maquillaje de cine estadounidense nacido en Hong Kong.

## Vida
Shostrom creció en Hong Kong durante la década de 1970. Se interesó por el maquillaje tras ver La novia de Frankenstein (1935). Shostrom se animó a dedicarse al maquillaje cuando tenía 13 años después de hacerse amigo de Evelyn Karloff, viuda de Boris Karloff, el actor que interpretó al Monstruo de Frankenstein original.
Es ganador de tres premios Emmy (de cuatro nominaciones) y ha sido nominado a cuatro Premios Saturn de la Academia de Cine de Ciencia Ficción, Fantasía y Terror. Shostrom diseñó y creó efectos especiales de maquillaje para numerosas películas de terror de culto de los años 1980 y 1990, en particular la serie de películas y secuelas de A Nightmare on Elm Street, Phantasm y Evil Dead II. También contribuyó con efectos especiales de maquillaje en los vídeos musicales de "Pet Sematary", Ramones y Nine Inch Nails.

## Filmografía parcial
- Android (1982)
- The Beastmaster (1982)
- Videodrome (1983)
- A Nightmare on Elm Street (1984)
- El mutilador (1984)
- A Nightmare on Elm Street 2: Freddy's Revenge (1985)
- The Boys Next Door (1985)
- From Beyond (1986)
- A Nightmare on Elm Street 3: Dream Warriors (1987)
- Evil Dead II (1987)
- Prince of Darkness (1987)
- Poltergeist III (1988)
- Phantasm 2 El regreso (1988)
- Deep Star Six (1989)
- Dick Tracy (1990)
- Star Trek: Deep Space Nine (1993)
- The X-Files (serie de TV) (1993)[4]
- Best of the Best 2 (1993)
- Phantasm III (1994)
- Star Trek: Voyager (1995–1997)[5]
- Hombres de negro (1997)
- The Devil's Advocate (1997)
- The X-Files: Fight the Future (1998)
- Mafia! (1998)
- Buffy the Vampire Slayer (1998–2003)
- Charmed (1998)
- La hija del general (1999)
- Condenados a fugarse (1999)
- City of Angels (2000)
- El Grinch (2000)
- Hood of Horror (2006)
- The Warlords (2007)
- The Mooring (2012)
- Java Heat (2013)
- Amityville: el despertar (2017)